# NGC 2342
NGC 2342 في الفهرس العام الجديد، هي مجرة، تقع في كوكبة التوأمان. اكتشفت في 10 نوفمبر 1864 بواسطة ألبرت مارث.

## روابط خارجية
- NGC 2342 على موقع ويكي سكاي: DSS2, SDSS, GALEX, IRAS, Hydrogen α, X-Ray, Astrophoto, Sky Map, Articles and images